# Prêmio Krieger–Nelson
O Prêmio Krieger–Nelson (em inglês:  Krieger–Nelson Prize) é concedido pela Sociedade Matemática Canadense, em reconhecimento a uma mulher de destaque em matemática. Foi concedido a primeira vez em 1995. O prêmio é denominado em homenagem a Cecilia Krieger e Evelyn Nelson, ambas conhecidas por suas contribuições à matemática no Canadá.

## Laureadas
O prêmio foi concedido principalmente a mulheres matemáticas trabalhando em universidades canadenses, sendo também concedido mulheres nascidas ou educadas no Canadá trabalhando no exterior. Por exemplo, Cathleen Synge Morawetz, ex-presidente da American Mathematical Society e membro do corpo docente do Instituto Courant de Ciências Matemáticas (uma divisão da Universidade de Nova Iorque), foi laureada com o Prêmio Krieger–Nelson de 1997.
De acordo com os critérios de candidatura, a laureada com o prêmio deve ser "membro da comunidade matemática canadense".
A laureada com o Prêmio Krieger–Nelson apresenta uma palestra à Sociedade Matemática Canadense, normalmente em seu encontro de verão.
- 1995 Nancy Reid
- 1996 Olga Kharlampovich
- 1997 Cathleen Synge Morawetz
- 1998 Catherine Sulem
- 1999 Nicole Tomczak-Jaegermann
- 2000 Kanta Gupta
- 2001 Lisa Jeffrey
- 2002 Cindy Greenwood
- 2003 Leah Keshet
- 2004 Não concedido
- 2005 Barbara Keyfitz
- 2006 Penny Haxell
- 2007 Pauline van den Driessche
- 2008 Izabella Laba
- 2009 Yael Karshon
- 2010 Lia Bronsard
- 2011 Rachel Kuske[3]
- 2012 Ailana Fraser[4]
- 2013 Chantal David[5]
- 2014 Gail Wolkowicz
- 2015 Jane Ye
- 2016 Malabika Pramanik
- 2017 Stephanie van Willigenburg
- 2018 Megumi Harada
- 2019 Julia Gordon
- 2020 Sujatha Ramdorai
- 2021 Anita Layton[6]
- 2022 Matilde Lalín